# Leitoscoloplos pachybranchiatus
Leitoscoloplos pachybranchiatus är en ringmaskart som beskrevs av Blake och Hillbig 1990. Leitoscoloplos pachybranchiatus ingår i släktet Leitoscoloplos och familjen Orbiniidae. Inga underarter finns listade i Catalogue of Life.